# Baker Street, Essex
Baker Street är en by i Thurrock i Essex i England. Byn är belägen 5 km 
från Tilbury. Orten har 602 invånare (2016).